# Oldrich Vasicek
Oldrich Alfons Vasicek, s diakritikou Oldřich Vašíček (* 1942) je český matematik žijící v USA, autor Vašíčkova modelu a spoluzakladatel společnosti KMV, laureát Ceny Neuron za přínos světové vědě za rok 2010 - společenské vědy.
Po studiu na pražském ČVUT, kde obhájil diplomovou práci Některé problémy teorie hromadné obsluhy, pracoval v Československé akademii věd. Současně studoval na Matematicko-fyzikální fakultě Univerzity Karlovy kde získal doktorát z teorie pravděpodobnosti. Po invazi "spojeneckých" vojsk emigroval do USA a pracoval řadu let pro banku Wells Fargo.

V roce 1977 publikoval v Journal of Financial Economics průlomový článek An equilibrium characterization of the term structure. Jeho model popisující dynamiku úrokových měr je znám jako Vašíčkův model (Vasicek model).
V roce 1989 Stephen Kealhofer, John McQuown a Oldřich Vašíček společně založili společnost KMV, kterou v roce 2002 koupila za 210 milionů dolarů (7,6 miliard korun) mezinárodní ratingová agentura Moody's.
Peter Carr, manažer společnosti Bloomberg L.P., zahrnul Vašíčkův článek Probability of Loss on Loan Portfolio do knihy Derivatives Pricing: The Classic Collection, která byla inzerována jako soubor 19 nejdůležitějších článků v oboru kvantitativní finance. John McQuown uvedl, že si Vašíčka velmi cenil Fischer Black, který s ním rád konzultoval obtížné matematické problémy.